# Sparbanken Gripen
Sparbanken Gripen var ett bankaktiebolag, med verksamhet i nordvästra Skåne från bildandet 1990 till sammanslagningen med Sparbanken Finn 2010. Banken hade sitt ursprung inom sparbanksrörelsen men valde att inte samarbeta med Swedbank, och valde istället ett samarbete med Sparbanken Finn och Sparbanken Syd om administrativa tjänster genom Cerdo Bankpartner. Huvudkontoret låg i Ängelholm.
Banken drevs sedan den 1 januari 2003 i aktiebolagsform, och dess ägare var Sparbanksstiftelsen Gripen. Före ombildningen drevs verksamheten som en sparbank.

## Historik
Sparbanken var resultatet av en sammanslagning av Nordvästra Skånes Sparbank med Bjäre, Hovs och Östra Karups sparbanker 1990. Ursprungligen fanns det 19 sparbanker i nordvästra Skåne, men dessa sammanslogs i flera omgångar. Anorna till den äldsta, Strövelstorps sparbank, går tillbaka till 1853. Gripen sponsrade till stora delar till byggandet av Gripenhallen, en träningshall och ishockeyrink för Rögle BK i Ängelholm.
När banken bildats försökte den inledningsvis genomföra effektiviseringar utan att läggs ner kontor, men under 1996 lade banken ner sju av dess då femton kontor. De nedlagda kontoren fanns i Eket, Grevie, Hjärnarp, Hov, Strövelstorp, Torekov och Vejbystrand. De kvarvarande låg i Båstad, Förslöv, Munka-Ljungby, Rebbelberga, Västra Karup, Ängelholm, Örkelljunga och Östra Karup.
Vid bildandet av Föreningssparbanken erbjöds de fristående sparbankerna att ta över Föreningsbankens kontor i deras område. Sparbanken Gripen var en av tre sparbanker som tackade nej till detta erbjudande. Sparbanken Finn och Sparbanken Gripen valde istället att helt lämna samarbetet med Föreningssparbanken. Finn och Gripen menade att principbestämmelsen som låg bakom överlåtande av kontoren hotade deras självständighet.
Föreningssparbanken konkurrerade därefter med Sparbanken Gripen genom de före detta Föreningsbankskontor man hade i området. Sparbanken Gripen valde därefter att expandera till orter där Föreningssparbanken var verksam. Under år 2002 öppnades två kontor i Helsingborg, medan det i Östra Karup lades ner. Därefter öppnade man i Åstorp år 2004 och Höganäs hösten 2005.
Den 16 september 2009 meddelade Gripen tillsammans med Sparbanken Finn att man hade planer att gå samman och bilda en ny regional bank för Öresundsregionen. Den 1 november 2010 sammanslogs Sparbanken Gripen och Sparbanken Finn till Sparbanken Öresund. År 2015 delades Sparbanken Öresund upp mellan Swedbank och Sparbanken Skåne. Sparbanken Gripens område integrerades huvudsakligen i Swedbank.
Sparbanken Öresund lade ner kontoren i Västra Karup år 2012 och Rebbelberga. När verksamheten uppgick i Swedbank samordnades den på orten där man tidigare konkurrerat. I juni 2017 lade Swedbank ner kontoren i Munka-Ljungby och Förslöv.